# Bubun
Bubun is een bestuurslaag in het regentschap Langkat van de provincie Noord-Sumatra, Indonesië. Bubun telt 2926 inwoners (volkstelling 2010).